# Pier Andrea Matteazzi
Pier Andrea Matteazzi (Vicenza, 5 de diciembre de 1997) es un deportista italiano que compite en natación. Ganó una medalla de bronce en el Campeonato Europeo de Natación de 2022, en la prueba de 400 m estilos.

## Palmarés internacional
| Campeonato Europeo | Campeonato Europeo | Campeonato Europeo | Campeonato Europeo |
| Año                | Lugar              | Medalla            | Prueba             |
| ------------------ | ------------------ | ------------------ | ------------------ |
| 2022               | Roma (Italia)      | Medalla de bronce  | 400 m estilos      |